# Adapterhypothese
Die durch F. Crick aufgestellte Adapterhypothese, publiziert 1958, beschreibt den Ablauf der Translation von genetisch codierter zu in Form von Proteinen exprimierter Information mithilfe eines Adapter-Moleküls.
Die Adapterhypothese löste das lange verbreitete Modell ab, demzufolge eine bestimmte RNA mithilfe einer spezifischen Vertiefung immer nur an eine spezielle Aminosäure binden kann.
Schon 1955 kamen Crick Zweifel, da die Aminosäuren oftmals nur geringste Unterschiede voneinander aufweisen und eine genaue Differenzierung durch eine RNA-Matrize somit unglaubwürdig erscheint. Weiterhin spielt die Polarität eine wichtige Rolle: Die Basen der RNA (Adenin, Guanin, Cytosin und Uracil) bevorzugen aufgrund ihrer polaren, hydrophilen Gruppen andere polare Gruppen. Nicht wenige Aminosäuren besitzen allerdings unpolare, hydrophobe Kettenglieder, die wiederum stark zur Bindung an ebenfalls unpolare Partner tendieren. Die vom Modell beschriebenen Bindungstaschen an der RNA sind polar, somit sind Bindungen eher unwahrscheinlich.
Crick postulierte deshalb das Mitwirken spezifischer Proteine, Adaptermoleküle, welche an Aminosäuren binden und so einzigartige Anbindungsstellen für die spezifischen Basenmoleküle der RNA schaffen. Die Unterscheidung zwischen den sehr ähnlichen Aminosäuren ist somit einfacher möglich. Die Entdeckung der tRNA und ihrer Rolle während der Translation bewiesen die Hypothese.